# Hermann von Schmeidel
Hermann von Schmeidel (Graz (Àustria), 20 de juny, 1894 - Idem. 10 d'octubre, 1953), nascut com a Hermann Friedrich Ritter von Schmeidel) va ser un pedagog musical, funcionari de música nazi, compositor i director d'orquestra austríac.

## Biografia
Hermann von Schmeidel va néixer com el fill del jutge regional Viktor Ritter von Schmeidel (1856–1920), que va ser president federal de l'Associació de Cantants d'Estíria entre 1893 i 1920. Va formar el seu fill a l'escola de l'Associació de Música d'Estíria i després a l'Acadèmia Estatal de Viena (Acadèmia de Música) i a la Universitat de Graz.

El 1919 es va casar amb la cantant d'òpera i concert nascuda a Viena Gabriele "Jella" Braun von Fernwald (1894–1965). El 1920 tots dos van tenir una filla, Christiane (1920-2012). La parella es va separar el 1924. Aquest va ser seguit per un altre matrimoni, del qual prové el fill Rüdiger. La filla Elisabeth "Bettina" Schmeidel (1945–2012) prové del seu matrimoni amb Eleonora von Arbesser-Rastburg el 1949.

## Desenvolupament artístic
Entre 1912 i 1915, Schmeidel va ensenyar a la Duesberg Music School de Viena, que va ser fundada pel violinista August Duesberg (1867–1922) a finals de la dècada de 1890. Per a la seva filla Nora Duesberg (1895–1982), amb qui més tard va actuar en concerts, va crear un arranjament de la cançó de bressol de Schubert (D 498) per a violí i orquestra.
El 1915 va fundar el Cor de Dones de Viena, va dirigir el Club de Cant de la Societat d'Amics de la Música de Viena i el "Tonkunstlerorchester".
La temporada 1920/21 va esdevenir mestre de cor de la "Schubertbund" de Viena i també va dirigir el cor juntament amb l'orquestra de l'Associació de Concerts de Viena en concerts al Konzerthaus de Viena.
Posteriorment, l'any 1921, va ser nomenat director permanent de l'"Elberfeld Concert Society" a Elberfeld (avui part de Wuppertal) i també va treballar a Düsseldorf amb el Düsseldorf Men's Choir, a Frankfurt a.M. amb el Dessoff Women's Choir (vegeu el 1921). Margarete Dessoff) i va estar actiu a tota Renània.
Del 1925 al 1933 va dirigir l'escola d'orquestra i la classe de direcció del Dr. Conservatori de Hoch a Frankfurt del Main.
A partir de la tardor de 1927, Schmeidel, que també havia dirigit la Societat de cant d'homes alemanys de Praga des de 1926, també va assumir la direcció de la Societat de cant d'homes alemanys de Praga com a successor de Zemlinsky. També va ser nomenat cap de la classe d'orquestra de l'Acadèmia de Música Alemanya de Praga.
Entre 1930 i 1933 també va treballar com a director de cor del "Mainzer Liedertafel" de Mainz.
Després de la cessió del poder als nacionalsocialistes el 30 de gener de 1933, Schmeidel va ser acomiadat immediatament del Conservatori Hoch com a "estranger", igual que el seu secretari jueu Toni Oberländer per "tràfic de races estrangeres al conservatori". Uns mesos més tard, Schmeidel va tornar a Àustria: "Convocat a Viena per negociar el juny de 1933, Schmeidel va elaborar propostes per a una reorganització de la vida musical austríaca i especialment d'Estíria, que ara han portat al seu retorn a Àustria". A Graz entre 1933 i 1938, Schmeidel va dirigir l'Associació de Música d'Estíria i el conservatori i va fundar un cor de Bach.

Schmeidel també va introduir molt ràpidament les anomenades "lliçons de cant obertes". Ja l'any 1934, la revista "Das deutsche Volkslied" informava:
| « | "Lliçons obertes de cant al Conservatori de Graz. Segons un missatge de Graz, la direcció del Conservatori de Graz ha decidit organitzar classes obertes de cant per a la població. Al capdavant d'aquesta institució hi ha l'amic de la cançó popular Hermann von Schmeidel, que ens és molt conegut. Schmeidel, fill de l'antic president de l'Associació de Cantants d'Estíria,..." | » |

 Schmeidel va organitzar les "lliçons de cant obertes" juntament amb Fritz Kelbetz (1908–1945), el germà de Ludwig Kelbetz: "Lliçons de cant obertes" per als acadèmics. Demà dimecres, a les 19.30 h, l'Institut d'Educació Cultural de les Universitats d'Estíria l'organitza amb la col·laboració de Steierm. Club de música a la universitat (aula 21) una 'lliçó de cant oberta per a acadèmics'. El director és Fritz Kelbetz, professor del Conservatori de Graz. Com a introducció, el director de Steierm. El professor de l'Associació de Música Schmeidel oferirà una breu conferència sobre la naturalesa i el significat de les "Hores de cant obert". La música és a càrrec de l'orquestra acadèmica. L'entrada és gratuïta. Abans de 1938, aquestes "lliçons de cant obertes" servien principalment com a lloc de trobada per als nacionalsocialistes il·legals.
Tots els nous professors contractats sota Schmeidel van seguir la línia del partit nazi. El conservatori havia de ser "construït en un centre cultural nacionalsocialista per als països alpins". Entre 1935 i 1938, Schmeidel també va exercir com a director musical regional d'Estíria i, juntament amb Ludwig Kelbetz (membre del NSDAP des de 1936), va desenvolupar plans per a una escola de música d'Estíria, que es van realitzar després del març de 1938 sota el règim nacionalsocialista.
El 1935, Schmeidel va servir breument com a assessor del govern turc. L'afirmació ocasional feta en publicacions i enciclopèdies que Schmeidel, com Paul Hindemith, va emigrar a Ankara perquè els nacionalsocialistes van arribar al poder a Àustria és desinformació. El compromís turc de Schmeidel va ser molt abans de 1938, va incloure unes poques setmanes d'estada a Ankara i va incloure assessorament al govern i concerts amb l'orquestra estatal turca. "Abans i després durant un temps al costat de Hindemith a partir de 1935, el director austríac Hermann Ritter von Schmeidel va treballar com a director de concerts i com a consultor". Al "Völkischer Observer", l'òrgan central dels nacionalsocialistes, el juny de 1944 no hi havia cap indici de la participació turca. Es destaquen les habilitats organitzatives de Schmeidel com a director del Conservatori de Graz i el seu paper a l'Associació de Música d'Estíria: "Com a director artístic de l'Associació de Música d'Estíria, es va convertir en un mediador de la música de l'Imperi Alemany i dels països veïns que eren amics, amb ell en l'intercanvi de solistes destacats."
El gener de 1938, Schmeidel va dirigir un concert amb motiu de la inauguració de la nova instal·lació de radiodifusió a Graz-St. Peter. El concert es va retransmetre en directe per la ràdio. El 1939, un any després de l'anomenat "Anschluss" d'Àustria, Schmeidel va assumir el lideratge de la recentment fundada comunitat de cors municipals de Graz. El juny de 1939 es va reestructurar l'Associació de Música d'Estíria: "A més del comitè executiu, es va incorporar com a director artístic el prof. Hermann von Schmeidel i el Dr. Fritz Gernot com a director gerent". Fritz Gernot va dirigir la Graz Urania entre 1934 i 1938 i la va vincular "estretament a la xarxa d'institucions nacionalsocialistes". A més, el club de música i l'organització nazi Kraft durch Freude van formar un grup de treball. D'aquesta manera, Schmeidel es va posar íntegrament al servei de la política cultural del NSDAP: "Si bé la pertinença a l'associació de música abans només s'havia dirigit a la consecució de la finalitat musical-educativa o social-entretinguda específica, ara l'organització també hauria de subjectar els seus beneficiaris a un ordre global total, un ordre cultural-ideològic Fer útil el concepte." Entre 1939 i 1944, Schmeidel va dirigir regularment a Graz, Salzburg i Caríntia però també a Budapest o a Zagreb, la capital de l'estat vassall de Croàcia creat després de la invasió alemanya el 1941. A les estadístiques de l'Associació de Música d'Estíria es registren un total de 29 actuacions durant els anys 1939–1945.
Després del final de la Segona Guerra Mundial, Schmeidel va tornar a ocupar ràpidament posicions de lideratge en la vida musical, com la classe de direcció a l'Acadèmia de Música de Salzburg. Entre 1946 i 1948 va treballar com a mestre de cor del "Salzburger Liedertafel" i va ser nomenat professor universitari al Mozarteum de Salzburg. Des de 1951 va treballar com a part del programa "Fulbright" al "College of Music de la Universitat de Boston"" a Boston, Massachusetts, als Estats Units.
Hermann von Schmeidel va morir a Graz als 59 anys.

## Actitud i activitat política
Malgrat les nombroses ruptures, contradiccions i incoherències en la seva biografia, l'actitud política de Schmeidel en el sentit d'orientació nacionalsocialista és inqüestionable. En una carta ministerial de març de 1938, va ser posat en joc com a successor de la direcció del Mozarteum i es va referir com a "Pg", és a dir, un camarada de partit i, per tant, membre del NSDAP. En l'informe sobre la reestructuració de l'Associació de Música d'Estíria el 1939, Schmeidel també va rebre el sufix “Pg” (membre del partit) al Völkischer Observer, l'òrgan periodístic del partit del NSDAP. La conversió del Conservatori de Graz sota la direcció de Schmeidel en un "centre cultural nacionalsocialista", molt abans que els nacionalsocialistes arribessin al poder a Àustria, també està documentada, tant mitjançant una dotació específica de professors amb opinions nacionalsocialistes com en forma de les anomenades "classes de cant obertes" com a lloc de trobada il·legal dels nacionalsocialistes. El gener de 1940, Schmeidel va actuar amb motiu de la convocatòria anual de la Cambra de Música del Reich al Reichsgau Estiria i va dirigir un concert amb la comunitat coral de la ciutat a la Stephaniensaal de Graz. Fins i tot abans que els nacionalsocialistes arribessin al poder a Àustria, Schmeidel també va promoure la difusió de les cançons nacionalsocialistes, per exemple en un concert de Nadal que va dirigir el 19 de desembre de 1936 a Radkersburg. El març de 1937 va ser responsable d'un anomenat camp d'entrenament amb la participació d'organitzacions nacionalsocialistes que en aquell moment encara eren il·legals a Àustria, com ara les Joventuts Hitlerianes (HJ), l'Associació de Noies Alemanes (BdM) i la NS. Associació d'Estudiants.

## Publicacions
- Article a: Obersteirische Musikwoche Leoben 28 de juny - 3 de juliol de 1921. Festschrift. Inèdit, inèdit 1921.
- Neix un cor. Kistner & Siegel, Leipzig 1940.
- La participació d'Estíria en el misticisme alemany. A: El Joanneum - contribucions a la història natural, història, art i economia de la regió alpina oriental. Vol 3: Música a la regió alpina oriental. Steirische Verlagsanstalt, Graz 1940.
- La nostra crisi cultural. A Europa. revista mensual. Volum IV, Salzburg 1950, pàgs. 20–25.

## Alumnes coneguts (selecció)
- Albert Jenny
- Albert Jung
- Erich Schmid, ab 1927 in Frankfurt am Main[56][57]
- Milton F. Weber
- Erich Markaritzer

## Honors i premis
- 1934: Atorgat el títol professional de "Professor"[58]